# Scierie de Hiérapolis

La scierie de Hiérapolis (IIIe siècle) est la plus ancienne machine connue utilisant un système bielle-manivelle

La scierie de Hiérapolis était un moulin à eau romain situé à Hiérapolis en Asie Mineure. Datant du IIIe siècle, c'est la plus ancienne machine connue utilisant un système bielle-manivelle. Tout comme deux autres scieries romaines tardives du VIe siècle découvertes à Gerasa, Jordanie et Éphèse, Turquie elle actionnait une paire de scies destinées à couper de la pierre. Il y avait probablement une quatrième scierie au IIe siècle à Augusta Raurica, Suisse.